# Wonosari (Kemiri)
Wonosari is een bestuurslaag in het regentschap Purworejo van de provincie Midden-Java, Indonesië. Wonosari telt 538 inwoners (volkstelling 2010).